# دی‌اس‌تی گلوبال
دی‌اس‌تی گلوبال (انگلیسی: DST Global) شرکت سرمایه‌گذاری هنگ کنگی است، که در سال ۲۰۰۹ تأسیس شد.